# Vincent Kartheiser
Vincent Paul Kartheiser (Minneapolis, Minnesota, 5 de maio de 1979) é um ator norte-americano.
Embora tenha aparecido com frequência em filmes independentes ele se tornou mais conhecido por interpretar Connor, o filho do vampiro Angel, em 28 episódios da série Angel, uma spin-off de Buffy the Vampire Slayer. Ele também é conhecido por interpretar mais recentemente Pete Campbell na série Mad Men, papel que o deu destaque. O ator é casado com a também atriz Alexis Bledel desde junho de 2014. 

## Filmografia
| Cinema      | Cinema                           | Cinema                                  | Cinema                |
| Ano         | Título original                  | Título (Brasil)                         | Papel                 |
| ----------- | -------------------------------- | --------------------------------------- | --------------------- |
| 1993        | Untamed Heart                    | Coração Indomável                       | Garoto orfão          |
| 1994        | Heaven Sent                      | Heaven Sent                             | Eddie Chandler        |
| 1994        | Little Big League                | Little Big League                       | James                 |
| 1995        | The Indian in the Cupboard       | A Chave Mágica                          | Gillon                |
| 1996        | Alaska                           | Alaska Uma Aventura Inacreditável       | Sean Barnes           |
| 1997        | Masterminds                      | Masterminds                             | Oswald 'Ozzie' Paxton |
| 1998        | Another Day in Paradise          | Outro Dia no Paraíso                    | Bobbie                |
| 1998        | Strike!                          | Só Para Mulheres                        | Cobra – Flat Critter  |
| 2000        | Crime and Punishment in Suburbia | Crime and Punishment in Suburbia        | Vincent               |
| 2000        | Preston Tylk                     | Preston Tylk                            | Dillon                |
| 2000        | Ricky 6                          | Ricky 6                                 | Ricky Cowen           |
| 2000        | Luckytown                        | Luckytown                               | Colonel               |
| 2001        | The Unsaid                       | The Unsaid                              | Thomas Caffey         |
| 2004        | Dandelion                        | Dandelion                               | Mason Mullich         |
| 2005        | Shakespeare's Sonnets            | Shakespeare's Sonnets                   | Sebastian             |
| 2006        | Alpha Dog                        | Alpha Dog                               | Pick Giaimo           |
| 2006        | Waning Moon                      | Waning Moon                             | Michael               |
| 2007        | Killing Zelda Sparks             | Killing Zelda Sparks                    | Craig Blackshear      |
| 2010        | Elektra Luxx                     | Elektra Luxx                            |                       |
| 2011        | In Time                          | O Preço do Amanhã                       | Philippe Weis         |
| 2017        | The Most Hated Woman in America  | A Mulher Mais Odiada dos Estados Unidos | William Joseph Murray |
| Televisão   |                                  |                                         |                       |
| Ano         | Título                           | Papel                                   | Episódios             |
| 1994        | Sweet Justice                    | Nicholas                                | 1 episódio            |
| 1999        | ER                               | Jesse Keenan                            | 1 episódio            |
| 2002 / 2004 | Angel                            | Connor                                  | 28 episódios          |
| 2010        | The American Experience          | Thomas Nickerson                        | 1 episódio            |
| 2010 / 2007 | Mad Men                          | Pete Campbell                           | 52 episódios          |
| 2017        | Genius (série)                   | Raymond Geist                           | 2 episódios           |

## Prêmios e indicações
| Prêmios | Prêmios   | Prêmios                    | Prêmios                                            | Prêmios |
| Ano     | Resultado | Premiação                  | Categoria                                          | Título  |
| ------- | --------- | -------------------------- | -------------------------------------------------- | ------- |
| 1997    | Indicado  | Young Artist Awards        | Melhor Performance em Filme – Ator Jovem Principal | Alaska  |
| 2008    | Venceu    | Young Hollywood Awards     | Performance Estreante do Ano – On Screen           |         |
| 2008    | Indicado  | Screen Actors Guild Awards | Melhor Elenco em Série Dramática                   | Mad Men |
| 2009    | Venceu    | Screen Actors Guild Awards | Melhor Elenco em Série Dramática                   | Mad Men |
| 2010    | Venceu    | Screen Actors Guild Awards | Melhor Elenco em Série Dramática                   | Mad Men |